# 石井秀人
石井 秀人（いしい ひでと、1960年5月31日 - ）は、日本の映画監督。8ミリ作品で名高い。群馬県渋川市出身、最終学歴は専修大学卒業。

## 略歴
- 1985年 - ぴあフィルムフェスティバル入選
- 1988年 - ブリュッセル国際8ミリビデオフェスティバル最優秀賞受賞